# Соловцово (Вологодская область)
Соловцово — деревня в Устюженском районе Вологодской области.
Входит в состав Устюженского сельского поселения, с точки зрения административно-территориального деления — в Устюженский сельсовет.
Расположена на левом берегу реки Молога. Расстояние по автодороге до районного центра Устюжны — 6 км. Ближайшие населённые пункты — Боровинка, Устюжна.
Население по данным переписи 2002 года — 29 человек (11 мужчин, 18 женщин). Всё население — русские.